# Monika Well

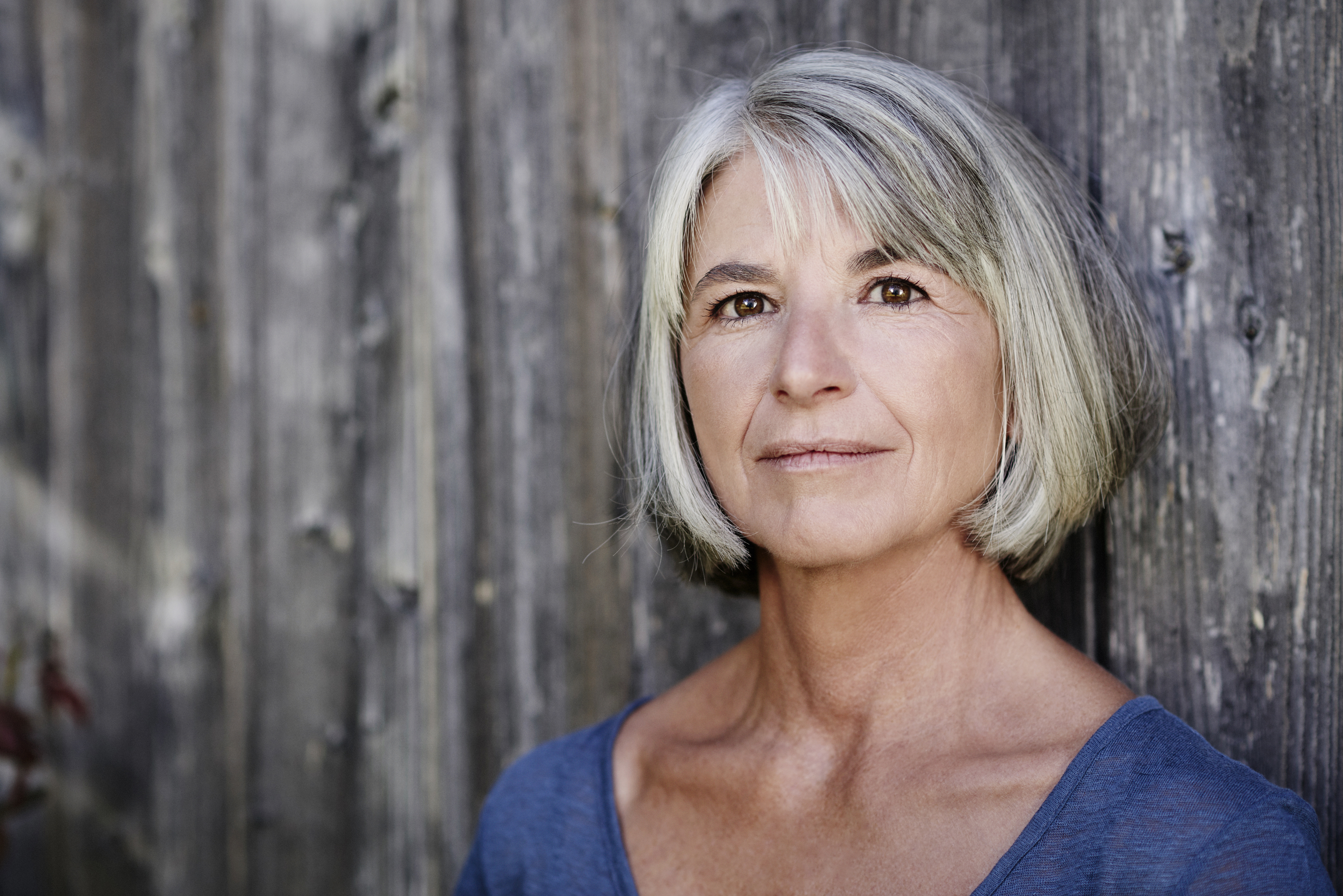
Monika Well (2015)

Monika „Moni“ Well (* 7. Mai 1961 in Günzlhofen) ist eine bayerische Musikerin und Kabarettistin. Sie ist Gründungsmitglied der Wellküren.

## Leben
Well wuchs als jüngstes Kind von 15 Geschwistern der Musikantenfamilie Well aus Günzlhofen im Landkreis Fürstenfeldbruck auf. Vater Hermann Well, Schuldirektor und Chorleiter des Dorfes, und Mutter Gertraud führten ihre Kinder von klein auf in die bayerische Volksmusik ein. Well erlernte für die Stubnmusi-Besetzung der Großfamilie das Hackbrett und übernahm die 3. Stimme im Dreigesang der Mädchen. Nach der Ausbildung zur Erzieherin arbeitete sie in verschiedenen Jugendeinrichtungen und Kindergärten.
1986 gründete sie zusammen mit ihren Schwestern Burgi und Vroni die Musikkabarett-Gruppe Wellküren. Damit entstand das weibliche Pendant zur (2012 aufgelösten) Biermösl Blosn, die ihre Brüder Christoph, Michael und Hans Well 10 Jahre zuvor gegründet hatten. Wie diese verbinden die Wellküren bayerische Volksmusik Stubnmusi und Mundart mit politischen und satirischen Texten und können daher der sogenannten Neuen Volksmusik zugerechnet werden. Inhaltlich setzen die drei Schwestern jedoch stärker auf Gesellschafts- und Gender-Themen. Mit ihrer Mischung aus Volksmusik und Satire zählen die drei Schwestern mittlerweile zu den dienstältesten Gruppen auf den deutschen Kabarett- und Kleinkunstbühnen. Im Februar 2012 hatte Well in den Münchner Kammerspielen Premiere mit dem Hausmusikabend „Fein sein beinander bleibn“ unter der Regie von Franz Wittenbrink mit ihren Geschwistern Bärbi, Burgi, Karl, Michael und Christoph. Diese Formation tritt seitdem unter der Bezeichnung Geschwister Well auf.
Von Januar bis Juni 2019 übernahm Well im Wechsel mit Christian Neureuther die Rolle als Stammgast beim Der Sonntags-Stammtisch im BR Fernsehen. Aufgrund anhaltender Zuschauerkritik gegen Monika Well trennte sich der BR von ihr vorzeitig im Juli 2019.
Well ist Mutter zweier Kinder und lebt mit ihrem Mann in Oberschweinbach.

## Veröffentlichungen
- 1992: Alles Natur (Trikont)
- 1996: Auf da Roas (Mood Records)
- 1999: Wellness (Mood Records)
- 2003: Das Mensch (Mood Records; mit Karl Well, Michael Well und den Kindern von Stopherl Well)
- 2006: Forever (Well Musik)
- 2010: Ludwig Thomas Heilige Nacht (Der Hörverlag)
- 2011: Beste Schwestern – 25 Jahre Wellküren (Well Musik; Bundle: CD + DVD + 80-seitige Buchchronik)
- 2013: Geschwister Well – Fein sein, beinander bleibn (Well Musik; erschienen als CD und DVD)
- 2015: Geschwister Well – A scheene Leich (Well Musik)
- 2017: Abendlandler (Well Musik)